# 韋承慶
韋承慶（640年—706年12月28日），字延休，鄭州陽武縣（今河南省原陽縣）人，曾拜相，神龍之變後被流放，後又召回。父韦思谦亦為宰相。

## 生平
韦承庆事奉繼母至孝，23岁太学進士出身，24岁咸亨年間授雍王李贤府参军，府中文案，皆出自其手。累迁王府功曹参军。拜太子通事舍人，累迁太子文学、司议郎。太子李贤被废黜，韋承慶被贬为湖州乌程县令。不久，巡察使以政绩优异上书武后，敕除魏州顿丘县令。寻加朝散大夫，迁任太府寺丞，转礼部员外郎。父亲去世去职守孝。服阕，除凤阁舍人（中书舍人）、内供奉、兼掌天官选事时，時稱“铨授平允”，有佳評。不久再次被贬出任沂州刺史。后追还，正除中书舍人。万岁通天元年，丁继母忧去职，夺情复任旧职。不久以生病罢职，改授太子左谕德，迁使持节豫州诸军事，又迁虢州刺史。寻迁太仆少卿、天官侍郎。长安中（703年左右）拜凤阁侍郎、兼知政事。异母弟韦嗣立也同时任凤阁侍郎。张昌宗、张易之兄弟被诛杀后，神龍初年，韦承庆因審核二张罪行失實，流放循州。一年後，被任命为辰州刺史，还未上任，就以秘书员外少监召入京，兼修国史、并判礼部侍郎事。他修成《则天圣后实录》，被赐爵扶阳县开国子，食邑四百户。又奉命撰《则天圣后纪圣文》，授银青光禄大夫。不久除任黄门侍郎，不及赴任，神龙二年十一月十九日（706年12月28日）卒于京师长安万年县大宁里第，年六十七。赠礼部尚书。

## 家庭

### 曾祖
- 韦弘瑗，北周冬官司金上士、隋朝阳武县县令

### 祖父
- 韦德伦，唐朝瀛州任丘县县令

### 父母
- 韦仁约，唐朝尚书左丞、御史大夫、右御史大夫同凤阁鸾台三品、纳言、博昌县开国男，赠使持节幽州都督
- 清河崔氏，唐朝博州刺史崔神鼎之女

### 兒子
- 韦晉，常州刺史
- 韦長裕，祠部員外郎，有子富平县令韦当